# NGC 5267
NGC 5267 (również PGC 48393 lub UGC 8655) – galaktyka spiralna z poprzeczką (SBb), znajdująca się w gwiazdozbiorze Psów Gończych. Odkrył ją John Herschel 28 kwietnia 1827 roku. Jest to galaktyka z aktywnym jądrem typu LINER.